# (314082) Dryope
(314082) Dryope est un astéroïde Apollon potentiellement dangereux découvert le 6 février 2005 par Eric Elst et Henri Debehogne à Uccle.